# 690

## Evenimente

### Nedatate
- Războiul franco-frizon. Bătălia de la Dorestad. A fost o luptă dintre francii majordomului Pepin de Herstal și frizonii conduși de regele Redbad, francii fiind declarați învingători.

## Nașteri
- dată necunoscută: Hugbert de Bavaria  (d. 736)

## Decese
- dată necunoscută: Pavel din Eghina  (n. 625)
- dată necunoscută: Perctarit al longobarzilor  (n. 645)